# Ali Çetinkaya

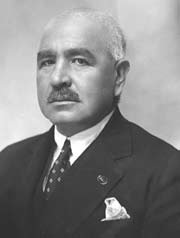
Ali Çetinkaya

Ali Çetinkaya (* 1878 in Afyonkarahisar; † 21. Februar 1949 in Istanbul) war ein türkischer Offizier und Politiker. Er war mehrere Legislaturperioden lang Abgeordneter in der türkischen Nationalversammlung, von 1934 bis 1939 Minister für öffentliche Arbeiten und 1939/40 Verkehrsminister seines Landes.

## Leben
Ali Çetinkaya wurde 1878 als Sohn von Şerşifoğlu Ahmed Efendi und Fatma Hanım geboren. Sein Vater verstarb früh. Ali Çetinkaya besuchte die Militärschule Bursa (Bursa Askerî İdadisi) und anschließend die osmanische Heeresakademie Mekteb-i Füsûn-u Harbiyye-i Şâhâne. Im Jahr 1898 graduierte er dort als zweiter Leutnant (Mülâzım-ı Sani). Im Ersten Weltkrieg diente er im Kaukasus, in Galizien und Tripolis. Als Mitglied der Jungtürken engagierte er sich im Komitee für Einheit und Fortschritt.
Bei der Besetzung von Izmir durch griechische Truppen am 15. Mai 1919 war er Oberstleutnant und Kommandeur des 172. Infanterieregiments im nahen Ayvalık, das unter dem Oberbefehl der 56. Division von Hürrem Bey stand. Ali Çetinkaya spielte in der ersten Phase des Griechisch-Türkischen Krieges eine entscheidende Rolle, da er die erste Schlacht am İlk Kurşun Tepesi am 29. Mai 1919 mit einem Schießbefehl eröffnete. Den Vormarsch der Griechen konnte er allerdings nur kurz stoppen. Heute trägt die Insel Alibey Adası vor der Küste Ayvalık Çetinkayas Namen.
Nach dem Krieg wurde Çetinkaya als Mitglied der Cumhuriyet Halk Partisi Abgeordneter in der Großen Nationalversammlung der Türkei. Er war von 1934 bis 1939 Minister für öffentliche Arbeiten und 1939/40 Verkehrsminister.